# Мансель, Жан
Жан Мансель (фр. Jean Mansel; около 1400 или 1401, Эден — сентябрь 1473 или 1474, там же) — бургундский чиновник, историограф, переводчик и компилятор, автор выполненных для бургундского двора переложений на среднефранцузский язык исторических хроник, поэтических, прозаических и богословских сочинений.

## Жизнь и труды
Сын чиновника при дворе бургундских герцогов в Эдене, он ещё в 1420-х годах, подобно своему отцу, поступил на службу к Филиппу III Доброму. Данных об образовании практически нет, но, по-видимому, владел латынью и фламандским.
Согласно сохранившимся документам, с 1435 года служил сборщиком налогов в замке Эден, с 1443 года помощником сборщика налогов в графстве Артуа, с 1448 года кастеляном в Эдене, а в 1460 году — помощником генерального сборщика налогов в Артуа, Булони и Сен-Поле. Как это следует из послания герцога Карла Смелого от 10 августа 1470 года, освобождён был от службы «из-за старческой слепоты, слабости и немощи». Умер в родном городе в сентябре 1473 или 1474 года.
Составил для герцога Филиппа Доброго сборник «Римских историй» (фр. Histoires romaines), завершённый 19 ноября 1454 года, в котором излагается история Древнего Рима от истоков его до правления императора Домициана (81—96). В качестве источников использовал, во-первых, анонимный сборник латинских новелл конца XIII века под названием «Деяния Римлян» (лат. Faits des Romains), а во-вторых, сочинения античных классиков, в частности, Тита Ливия в переводе Пьера Беркура, а также Саллюстия, Марка Аннея Лукана, Светония и Павла Орозия.
Является также автором компилятивного сочинения под названием «Букет историй», или «Цвет историй» (фр. La fleur des hystores), также написанного по заказу герцога Филиппа и излагающего исторические события начиная с сотворения мира и кончая правлением во Франции короля Карла VI (1380—1422), с вкраплением жизнеописаний Христа, Богоматери и некоторых святых. 
Сочинение это сохранилось в двух редакциях. Краткая написана между 1446 и 1451 годами и состоит из трёх книг, первая из которых излагает события от Адама до римского императора Октавиана Августа (27 до н. э. — 14 н. э.), вторая заключает в себе житие Иисуса Христа, деяния Двенадцати апостолов, описание чудес Девы Марии и доводит римскую историю до воцарения Домициана, третья же повествует о деяниях святых, продолжая римские события до императора Валентиниана I (364—375), после чего излагается уже история Франции до Карла VI. Пространная, переработанная версия, в четырёх книгах, закончена не позднее 1464 года и, помимо прочего, содержит в себе текст вышеназванных «Римских историй». 
Источниками для «Букета историй» послужили, главным образом, библейские тексты, агиографические сочинения, исторические хроники, в первую очередь «Большие французские» и «Анналы правителей Эно» Жака де Гиза (1397). Помимо этого, автор использовал прозаический перевод известной поэмы XII века «Жирар Руссильонский», выполненный Жаном Вокелином.
Перу Манселя принадлежит также переложение на среднефранцузский язык сочинения «Жизнь Христа» (лат. Vita Christi), приписываемого немецкому теологу XIV века Людольфу Саксонскому.

## Рукописи
«Букет историй» никогда не публиковался, но пользовался, видимо, популярностью и сохранился, как минимум, в сорока девяти рукописях XV — первой пол. XVI в. из собраний Национальной библиотеки Франции и библиотеки Мазарини (Париж), Британской библиотеки (Лондон), Королевской библиотеки Бельгии (Брюссель), Гентской университетской библиотеки, Женевской публичной библиотеки, Муниципальной библиотеки Безансона, городской библиотеки Берна, Королевской библиотеки Дании (Копенгаген) и др.; некоторые из них роскошно иллюминированы.
Единственная полная рукопись «Римских историй», относящаяся к 1460 году, была украшена 55 миниатюрами мастером из Эдена Луазе Лиеде, получившим за свою работу от герцога Филиппа Доброго 140 золотых экю, и ныне находится в собрании Арсенала Национальной библиотеки Франции (MS 5087-5088). 
Известно не менее четырёх рукописей «Жизни Христа» Манселя из фондов Национальной библиотеки Франции и библиотеки Флоримонтанской академии в Анси.

## Публикации
- Die erzählende französische Dit-Literatur in quatrains alexandrins monorimes, mit Editionen der «Vie saint Leu», der «Vie de saint Christofle», der «Vie saint Jehan Paulus», des «Miracle de saint Servais», der «Vie de sainte Barbe», der «Vie saint Lain» von Jehan le Roy und der «Istoire du mauvais riche homme», éd. Wolfram Kleist. — Hamburg: Buske, 1973. — (Hamburger philologische Studien, 33).
- Borel Nathalie. La version en trois livres de la «Fleur des histoires» de Jean Mancel. Étude de la tradition manuscrite et édition partielle du livre III. — Paris: École nationale des, 1991. — pp. 25-31.